# Are You Experienced
| 전문가 평가                   | 전문가 평가 |
| 평가 점수                     | 평가 점수   |
| 출처                          | 점수        |
| ----------------------------- | ----------- |
| AllMusic                      | [ 1 ]       |
| Blender                       | [ 2 ]       |
| Down Beat                     | [ 3 ]       |
| Encyclopedia of Popular Music | [ 4 ]       |
| The Great Rock Discography    | 10/10       |
| MusicHound Rock               | 5/5         |
| PopMatters                    | 10/10       |
| Q                             | [ 8 ]       |
| The Rolling Stone Album Guide | [ 9 ]       |
| Tom Hull – on the Web         | A–          |

《Are You Experienced》는 영국과 미국의 록 밴드 지미 헨드릭스 익스피리언스의 데뷔 스튜디오 음반이다. 1967년 5월 12일에 발매된 이 음반은 즉각적으로 비판적이고 상업적인 성공을 거두었으며, 록 음악 역사상 가장 위대한 데뷔작 중 하나로 널리 평가받고 있다. 이 음반은 작곡과 기타 연주에 대한 지미 헨드릭스의 혁신적인 접근 방식을 특징으로 하고 있으며, 이 접근법은 곧 사이키델릭과 하드 록 음악에서 새로운 방향을 세웠다.
1966년 중반까지 헨드릭스는 지원 기타리스트로서 R&B 순회 공연에서 연주하며 생계를 꾸려가기 위해 고군분투하고 있었다. 애니멀스를 떠나 아티스트의 관리와 제작에 관심이 있는 채스 챈들러에게 소개된 후 헨드릭스는 챈들러와 전 애니멀스 매니저 마이클 제프리와 경영 및 제작 계약을 맺었다. 챈들러는 헨드릭스를 런던으로 데려와 기타리스트의 재능을 보여주기 위해 고안된 밴드인 지미 헨드릭스 익스피리언스의 멤버를 모집하기 시작했다. 10월 말, 데카 레코드에서 거절당한 후, 익스피리언스는 더 후의 매니저 킷 램버트와 크리스 스탬프가 만든 새로운 레이블인 트랙 레코드와 계약했다.
《Are You Experienced》와 선행 싱글은 1966년 10월 말부터 1967년 4월 초까지 5개월에 걸쳐 녹음되었다. 이 음반은 드 레인 리아 스튜디오, CBS 스튜디오, 올림픽 스튜디오 등 런던 3곳에서 16차례 녹음 세션으로 완성됐다. 1967년 5월 12일 영국에서 발매된 《Are You Experienced》는 33주를 차트에서 보내며 2위를 기록했다. 이 음반은 8월 23일 미국에서 리프리즈 레코드에 의해 발표되었는데, 이 음반은 미국 빌보드 톱 LP에서 5위에 올라 106주 동안 톱 40 음반 중 27개였다.

## 곡 목록
1967년 《Are You Experienced》 첫 발매 이후, 6개의 다른 트랙 리스트가 있었다. 1997년 이후 미국과 영국의 콤팩트 디스크판은 음반의 영국/국제판 또는 북미판 오리지널 에디션에 등장한 모든 곡과 익스피리언스의 첫 3개의 싱글을 포함하여 17개의 트랙을 특징으로 한다(〈Hey Joe〉, 〈Stone Free〉, 〈Purple Haze〉, 〈51st Anniversary〉, 〈The Wind Cries Mary〉, 〈Highway Chile〉).

### 오리지널 영국 및 국제판
모든 곡들은 지미 헨드릭스가 작사/작곡하였다.
| #  | 제목                   | 재생 시간 |
| -- | ---------------------- | --------- |
| 1. | 〈Foxy Lady〉          | 3:22      |
| 2. | 〈Manic Depression〉   | 3:46      |
| 3. | 〈Red House〉          | 3:44      |
| 4. | 〈Can You See Me〉     | 2:35      |
| 5. | 〈Love or Confusion〉  | 3:17      |
| 6. | 〈I Don't Live Today〉 | 3:58      |

| #  | 제목                         | 재생 시간 |
| -- | ---------------------------- | --------- |
| 1. | 〈May This Be Love〉         | 3:14      |
| 2. | 〈Fire〉                     | 2:47      |
| 3. | 〈Third Stone from the Sun〉 | 6:50      |
| 4. | 〈Remember〉                 | 2:53      |
| 5. | 〈Are You Experienced?〉     | 4:17      |

### 오리지널 북미판
모든 곡들은 특별한 언급이 없는 한 지미 헨드릭스가 작사/작곡하였다.
| #  | 제목                   | 작사·작곡   | 재생 시간 |
| -- | ---------------------- | ----------- | --------- |
| 1. | 〈Purple Haze〉        |             | 2:46      |
| 2. | 〈Manic Depression〉   |             | 3:46      |
| 3. | 〈Hey Joe〉            | 빌리 로버츠 | 3:23      |
| 4. | 〈Love or Confusion〉  |             | 3:15      |
| 5. | 〈May This Be Love〉   |             | 3:14      |
| 6. | 〈I Don't Live Today〉 |             | 3:55      |

| #  | 제목                         | 재생 시간 |
| -- | ---------------------------- | --------- |
| 1. | 〈The Wind Cries Mary〉      | 3:21      |
| 2. | 〈Fire〉                     | 2:34      |
| 3. | 〈Third Stone from the Sun〉 | 6:40      |
| 4. | 〈Foxy Lady〉                | 3:15      |
| 5. | 〈Are You Experienced?〉     | 3:55      |

## 인증
| 국가                                                            | 인증        | 판매량/출하량 |
| --------------------------------------------------------------- | ----------- | ------------- |
| 이탈리아 (FIMI) sales since 2009                                | 골드        | 25,000        |
| 영국 (BPI) sales since 1997                                     | 골드        | 100,000^      |
| 미국 (RIAA)                                                     | 5× 플래티넘 | 5,000,000^    |
| ^출하량을 기반으로 한 인증 · 판매량+스트리밍을 기반으로 한 인증 |             |               |